# Nordmakedoniens flag
 Ikke at forveksle med den græske region Makedoniens flag.
Nordmakedoniens flag benyttes af Republikken Nordmakedonien og består af en gul sol på et rødt felt, med otte solstråler i forskellige retninger mod flagets kanter. Solen skal forestille "frihedens nye sol", som omtales i Nordmakedoniens nationalsang:
I dag i Makedonien, fødtes
frihedens nye sol
Makedonerne kæmper
for sine rettigheder!

## Tidligere flag
Efter at Makedonien blev selvstændig fra Jugoslavien i 1992, brugte man frem til 1995 et flag med en gul Verginastjerne i midten, svarende til den græske region Makedonien. På grund af symbolets oprindelse førte dette til protester fra græsk hold.
Som jugoslavisk socialistrepublik brugte man et rødt flag med en stjerne med gult omrids i det ene hjørne.